# Browningia microsperma
Browningia microsperma là một loài thực vật có hoa trong họ Cactaceae. Loài này được (Werderm. & Backeb.) W.T.Marshall mô tả khoa học đầu tiên năm 1946.